# Dougouolo
Dougouolo est une commune du Mali, dans le cercle de Bla et la région de Ségou.
Dougouolo est annexé par 6 villages:
Qui sont: Namagela , Pékana 1 , Pékana 2 , Pétésso, Kaniéké et Dougouolo lui même.